# Marc Klein Essink
 (février 2019).
Si vous disposez d'ouvrages ou d'articles de référence ou si vous connaissez des sites web de qualité traitant du thème abordé ici, merci de compléter l'article en donnant les références utiles à sa vérifiabilité et en les liant à la section « Notes et références ».
Marc Klein Essink,, né le 18 mars 1960 à Naarden, est un acteur néerlandais.

## Filmographie

### Cinéma et téléfilms
- 1983 : Brandende liefde (nl) : Eric
- 1986 : In de schaduw van de overwinning (nl) : Le garde
- 1986 : L'assaut : L'étudiant
- 1986 : Zeg 'ns Aaa (nl) : Le vendeur
- 1986 : Mama is boos! (nl) : Le directeur de sol
- 1986 : Dossier Verhulst (nl) : Spoelma
- 1987 : De ratelrat (nl) : L'agent principal de Cardozo
- 1987 : Malacca : L'homme néerlandais
- 1988-1993 : Medisch Centrum West (nl) : Jan van de Wouden
- 1989 : Peter Strohm : Le détective d'honneur
- 1990 : De brug (nl) : Anton Meerdink
- 1993-1995 : Coverstory (nl) : Berend van Zuilen
- 1995 : BNN: K.R.S.T.M.S : Robert ten Brink
- 1996 : Consult : Le docteur Steggerda
- 1999 : Baantjer : Le notaire Rossier
- 2002 : Trauma 24/7 (nl) : Ronald den Hartog
- 2003 : Russen (nl) : Johan Franken
- 2007 : Spoorloos verdwenen (nl) : Wilco Brouwer
- 2008 : Bride Flight : Bob Doorman
- 2010-2013 : Bellicher : Le ministre Wolbert Allaart
- 2012 : Bellicher: Cel : Le ministre Wolbert Allaart
- 2013 : Dokter Tinus : Le pasteur Poortman
- 2018 : De TV Kantine (nl) : Lui-même

## Vie privée
De 1993 à 2009, il fut l'époux de l'actrice Carolien van den Berg, de cette union ils ont deux enfants (prénommés Romy et Elia). Depuis 2009, il est en couple avec l'actrice Ella van Drumpt.